# Rodrigo Soares
Rodrigo Soares (Porto, 3 de março de 1861 – São Paulo, 17 de maio de 1948) foi um artista português radicado no Brasil.
Filho de José Soares Lopes e Emília de Almeida Guimarães, demonstrou aptidão para as artes desde jovem. Frequentou a Escola de Belas Artes do Porto, onde teve contato com figuras de renome no mundo artístico, como Eça de Queiroz e Bittencourt Rodrigues, e a Escola de Belas Artes de Paris. Em Paris, conheceu vários artistas brasileiros, como Pedro Américo, Assis Brasil e Eduardo Prado, que o convenceram a fazer uma exposição no Rio de Janeiro.
Em 1893, mudou-se para São Paulo e passou a frequentar os salões das tradicionais famílias paulistanas, como o solar de dona Veridiana Prado. Ao casar-se com Mariana Lisboa Soares, entrou para a família de José Maria Lisboa, um dos fundadores do Diário Popular. Fez parte da administração do jornal por muitos anos. Mais tarde, chegou a mudar-se para Paris novamente, e sua casa passou a ser o ponto de encontro de brasileiros visitando a capital francesa.
Muitas de suas obras fazem parte de acervos de museus no Brasil e no exterior. Um de seus quadros mais conhecidos é João de Deus ensinando a cartilha maternal, pertencente ao acervo do Museu João de Deus, em Lisboa. Suas telas retratando alguns dos principais escritores brasileiros, como Amadeu Amaral e Vicente de Carvalho, foram doadas à Academia Brasileira de Letras.
Segundo o Diário Popular, Soares "foi sempre um ardoroso batalhador do robustecimento das relações luso-brasileiras", enquanto o jornal O Estado de S. Paulo o qualificou como "figura das mais representativas da coletividade portuguesa aqui [em São Paulo] domiciliada".
Rodrigo Soares morreu em São Paulo, na manhã de 17 de maio de 1948, tendo sido enterrado no Cemitério da Consolação. Seu filho, Rodrigo Soares Júnior, seguiu como diretor e principal acionista do Diário Popular até os anos 1980.